# Усики (ботаника)

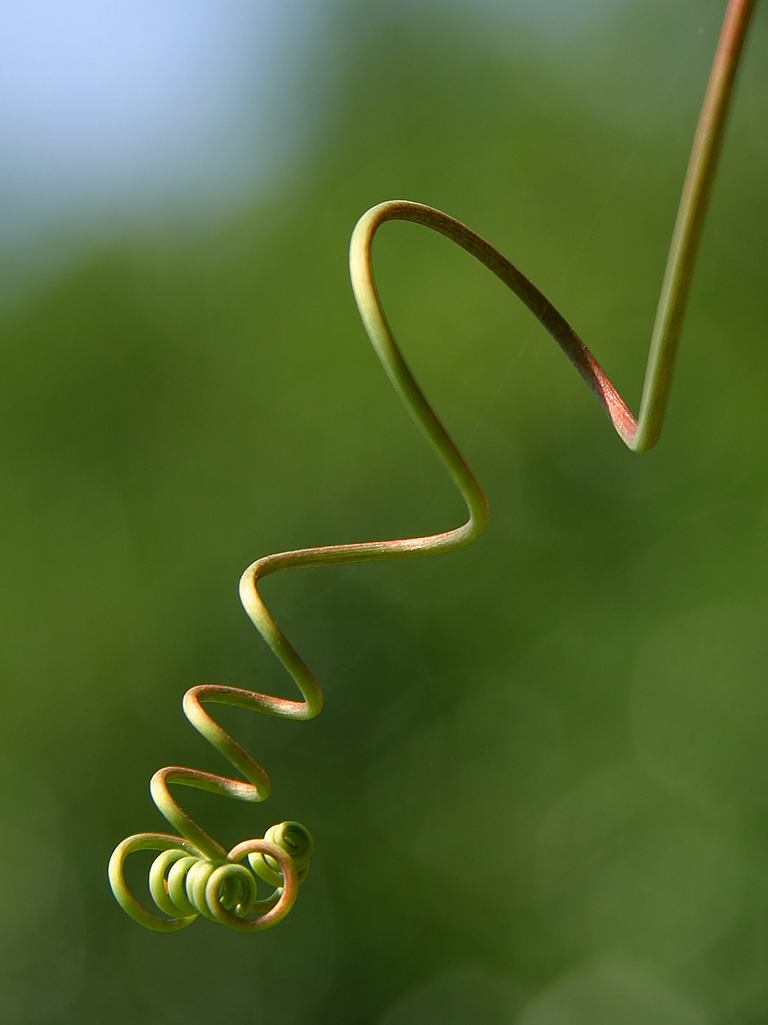
Вьющийся усик

Усик — специализированный видоизменённый побег — стебель, лист или черешок нитевидной формы — используемый вьющимися растениями для поддержания организма в пространстве и прикрепления к субстрату, а также для проникновения в клетки у паразитических растений, таких как повилика (Cuscuta). Примерами растений, имеющих усики могут служить: душистый горошек, пассифлора, виноград и вислоплодник шероховатый. Усики реагируют на прикосновение и химические факторы скручиванием или прилипанием к подходящим структурам или носителям.
Усик — это жгутовидный ветвистый или неразветвлённый побег метамерного строения, в типичном случае лишённый листьев. Стеблевой усик, как узкоспециализированный побег, выполняет опорную функцию. Неветвящаяся прямая часть усика представляет собой первое междоузлие пазушного побега, а закручивающаяся часть соответствует листу. Усики характерны для растений, которые не могут самостоятельно поддерживать вертикальное (ортотропное) положение. У страстоцвета голубого (Passiflora edulis) усики — это пазушные побеги моноподия, находящиеся в пазухах листьев, как и цветки. Ветвистые усики винограда (Vitis) представляют собой концы боковых побегов монохазия. У девичьего винограда (Parthenocissus) концы усиков преобразованы в прикрепительные присоски. Усики побегового происхождения образовываются также у представителей семейства Тыквенные (огурец, дыня, арбуз, тыква).

## История
Самым ранним и наиболее полным исследованием усиков является монография Чарльза Дарвина «О движениях и привычках вьющихся растений», которая была первоначально опубликована в 1865 году. В этой работе также был введен термин «циркумнутация» для описания направления движения растущих стеблей и усиков в поисках опоры. Дарвин также наблюдал явление, известное теперь как извращение усиков, при котором усики принимают форму двух секций встречно закрученных спиралей с переходом посередине.

## Биология усиков
У одних растений, например у гороха посевного, в усики превращаются только конечные листочки. У других растений, таких как вика жёлтая (Lathyrus aphaca), весь лист превращается в усики, а прилистники увеличиваются и осуществляют фотосинтез. Третьи используют стержень сложного листа (рахис) в качестве усика, например представители рода Ломонос.
У представителей семейства Непентес на концах усиков образуются специальные ловушки-кувшины. Усики воздушных кувшинов обычно закручены посередине. Если усик соприкасается с предметом достаточно долго, он обычно обвивается вокруг него, образуя прочную опорную точку для кувшина. Таким образом, усики помогают поддерживать растущий стебель растения. Усики повилики (Cuscuta), растения-паразита, управляются переносимыми по воздуху химическими веществами и обвиваются только вокруг подходящих хозяев.

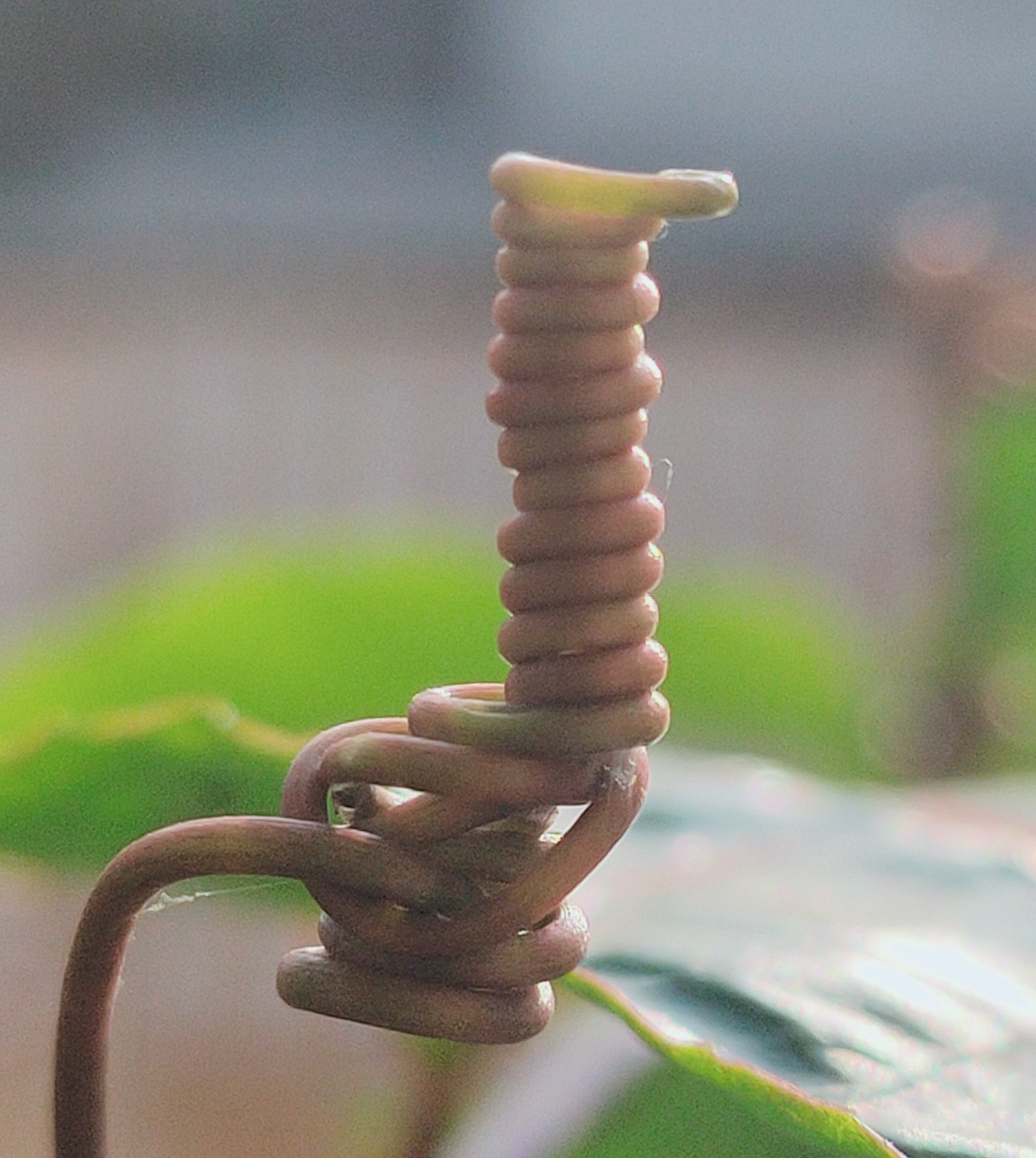
Усик обыкновенного вьющегося растения

### Эволюция и виды
Способность лазить необходима растениям для того, чтобы добраться до кроны, в результате чего растение сможет получить больше солнечного света. Усик — это орган растения, который образуется из различных морфологических структур, таких как стебли, листья и соцветия. Несмотря на то, что склонность к лазанию характерна как для покрытосеменных, так и для голосеменных и папоротниковидных, чаще всего усики встречаются у покрытосеменных и редко у папоротников. Основываясь на молекулярной основе развития усиков, исследования показали, что эффективность спирального роста усиков не коррелирует с онтогенетическим происхождением, вместо этого существует множество онтогенетических источников. Всего у покрытосеменных было выделено 17 типов усиков на основании их онтогенетического развития и характера роста, и каждый из типов может быть задействован у покрытосеменных более одного раза. Примерами распространённых плодовых растений, имеющих усики, являются арбуз Citrullus lanatus (усики стеблевого происхождения), горох Pisum sativum (усики развиваются из модифицированных концевых       листочков), виноград культурный Vitis vinifera.

## Механизм намотки

### Циркумнутация
Механизм закручивания усика начинается с циркумнутации (кругового вращения) усика, в которой он движется и растет по круговому колебательному шаблону вокруг своей оси. Циркумнутация часто определяется как первое основное движение усика, и оно служит цели увеличения вероятности того, что растение соприкоснется с системой поддержки (физической опорой, по которой усик может закручиваться). В исследовании 2019 года, проведенном Геррой и др., было показано, что без опорного стимула, в данном случае кола в земле, усики будут двигаться по окружности в сторону светового стимула. После многих попыток добраться до опорной конструкции усик в конце концов упадет на землю. Однако было обнаружено, что при наличии опорного раздражителя колебание усика по окружности происходит в направлении опорного раздражителя. Поэтому был сделан вывод, что усики способны менять направление своего вращения в зависимости от наличия опорного раздражителя. Важно отметить, что процесс циркумнутации у растений характерен не только для усиков, поскольку почти все виды растений демонстрируют нутацию.
Обвертывание опоры есть результат неравномерного роста двух противоположных сторон усика, наступившего под влиянием раздражения от прикосновения. Свободная часть усика, лежащая между его основанием и местом прикрепления к опоре, не остается прямою, закручивается в спираль, благодаря чему стебель притягивается ближе к опоре и растение оказывается висящим не на стержне, могущем легко разорваться, но на пружине, которая при движениях стебля от ветра несколько распрямляется и тем предохраняет себя от разрыва.

### Контактная намотка
Тригмотропизм является основой входного сигнала в механизме наматывания усиков. Например, усики гороха имеют высокочувствительные клетки на открытых поверхностях клеточных стенок. Именно эти сенсибилизированные клетки инициируют тигмотропный сигнал, обычно в виде кальциевой волны. Первичный сигнал прикосновения запускает сигнальный каскад других фитогормонов, в первую очередь гамма-аминомасляной кислоты (ГАМК) и жасмоната (JA). Недавно было показано, что ГАМК в усиках виноградной лозы может самостоятельно стимулировать свертывание усиков. Также было показано, что фитогормоны жасмоната служат гормональным сигналом для инициации свертывания усиков. Этот каскад может активировать Н+-атфазу плазматической мембраны, которая также играет роль в механизме наматывания контактов в качестве протонного насоса. Эта насосная активность обеспечивает электрохимическое перемещение ионов H+ изнутри клетки к апопласту, что, в свою очередь, создает осмотический градиент. Это приводит к потере тургорного давления; различия в размерах клеток из-за потери тургорного давления в некоторых клетках вызывают реакцию свертывания . На это сократительное движение также влияют студенистые волокна, которые сокращаются и одревесневают в ответ на каскад тигмотропных сигналов.

### Самодискриминация
Хотя усики обвиваются вокруг хозяев на основе сенсорного восприятия, растения обладают самодискриминацией и избегают обвиваться вокруг себя или соседних растений того же вида, демонстрируя хемотропизм на основе хеморецепции. Когда усик вступает в контакт с соседним конспецифическим растением (того же вида), сигнальные молекулы, выделяемые растением-хозяином, связываются с хеморецепторами на усиках вьющегося растения. Это генерирует сигнал, который предотвращает тигмотропный путь и, следовательно, не позволяет усику закручиваться вокруг растения-хозяина.
Исследования, подтверждающие этот механизм, были проведены над вьющемся растении Cayratia japonica. Исследования показали, что когда два растения C. japonica были помещены в физический контакт, усики не наматывались вокруг растения-совместителя. Исследователи проверили это взаимодействие, выделив кристаллы оксалата из листьев растения C. japonica и покрыв палочку кристаллами оксалата. Усики растений C. japonica, которые вступали в физический контакт с палочкой, покрытой оксалатом, не разматывались, что подтверждает, что лазающие растения используют хеморецепцию для саморазличения.
Самодискриминация может дать эволюционное преимущество лазающим растениям, чтобы избежать свертывания вокруг родственных растений. Это связано с тем, что соседние вьющиеся растения не являются столь устойчивыми структурами, вокруг которых можно свернуться, по сравнению с более жесткими близлежащими растениями. Кроме того, благодаря способности распознавать и избегать свёртывания вокруг близкородственных растений, растения уменьшают свою близость к конкурентам, что позволяет им иметь доступ к большему количеству ресурсов и, следовательно, лучше расти.

## Галерея

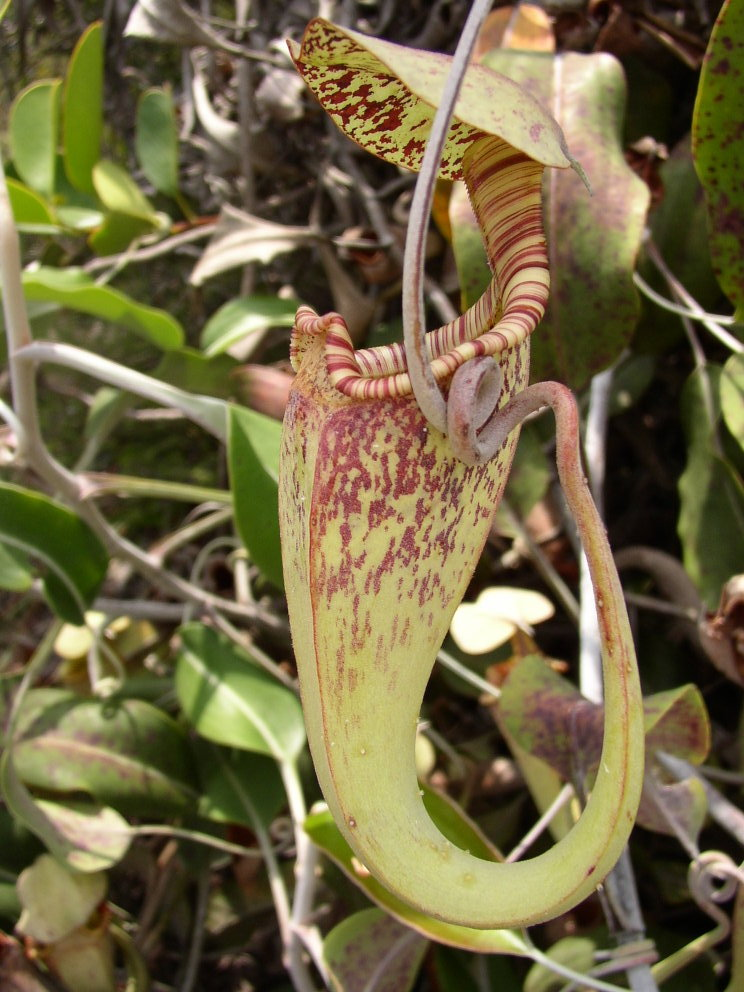
Nepenthes rafflesiana, верхний кувшин со спиральным усиком
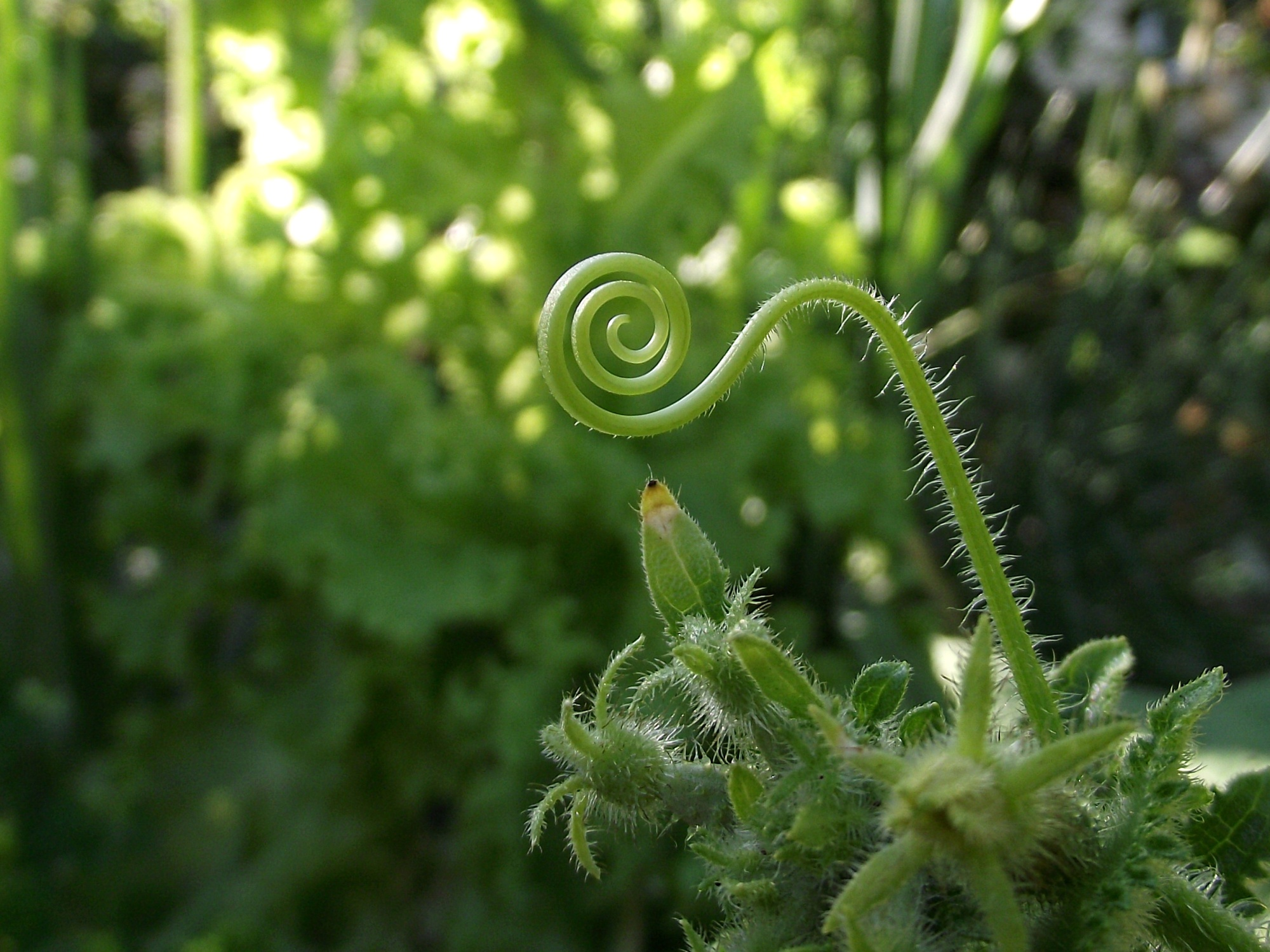
Огуречный усик
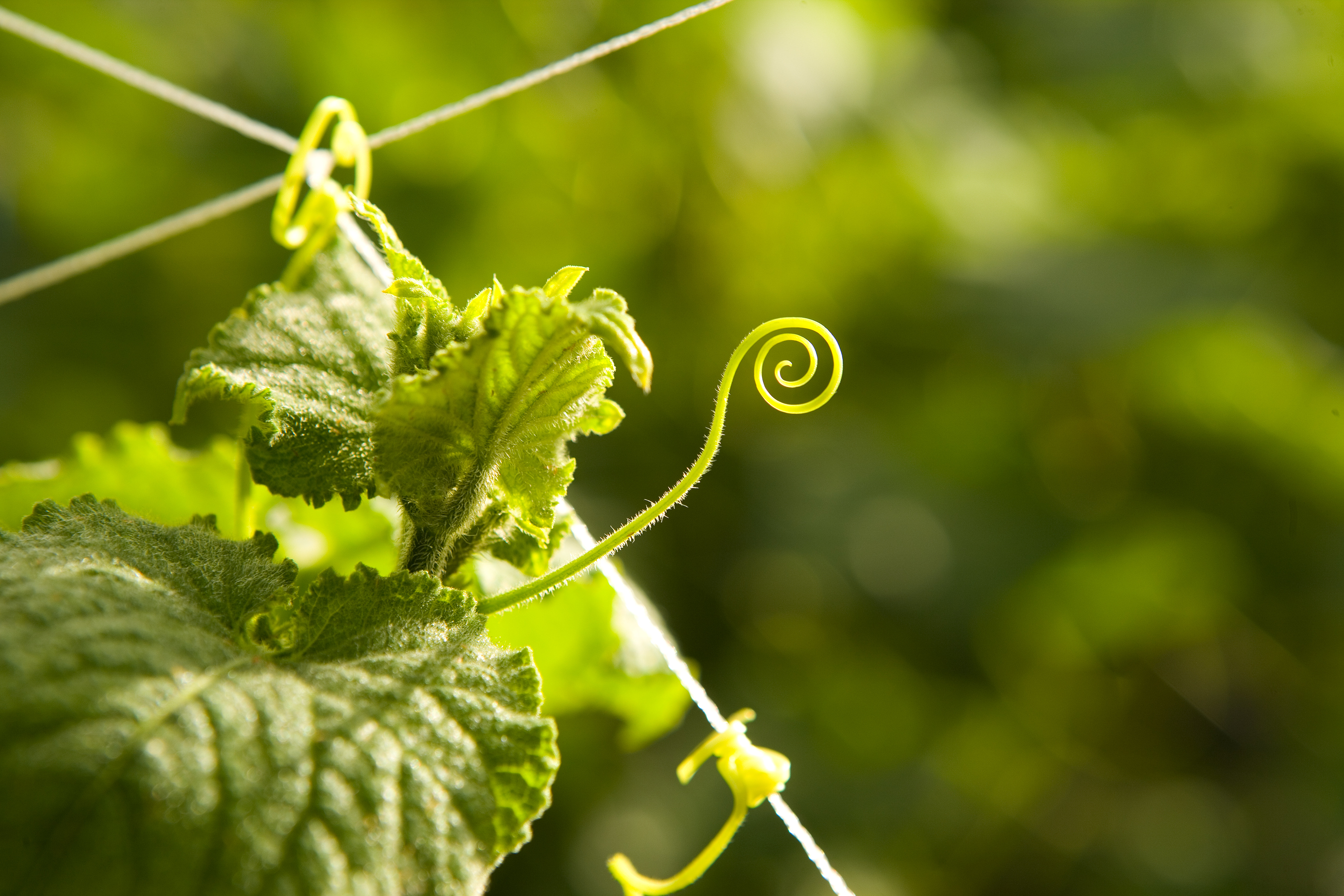
Сквош-лоза со свёрнутым в спираль усиком